# Rajd Tulipanów 1965

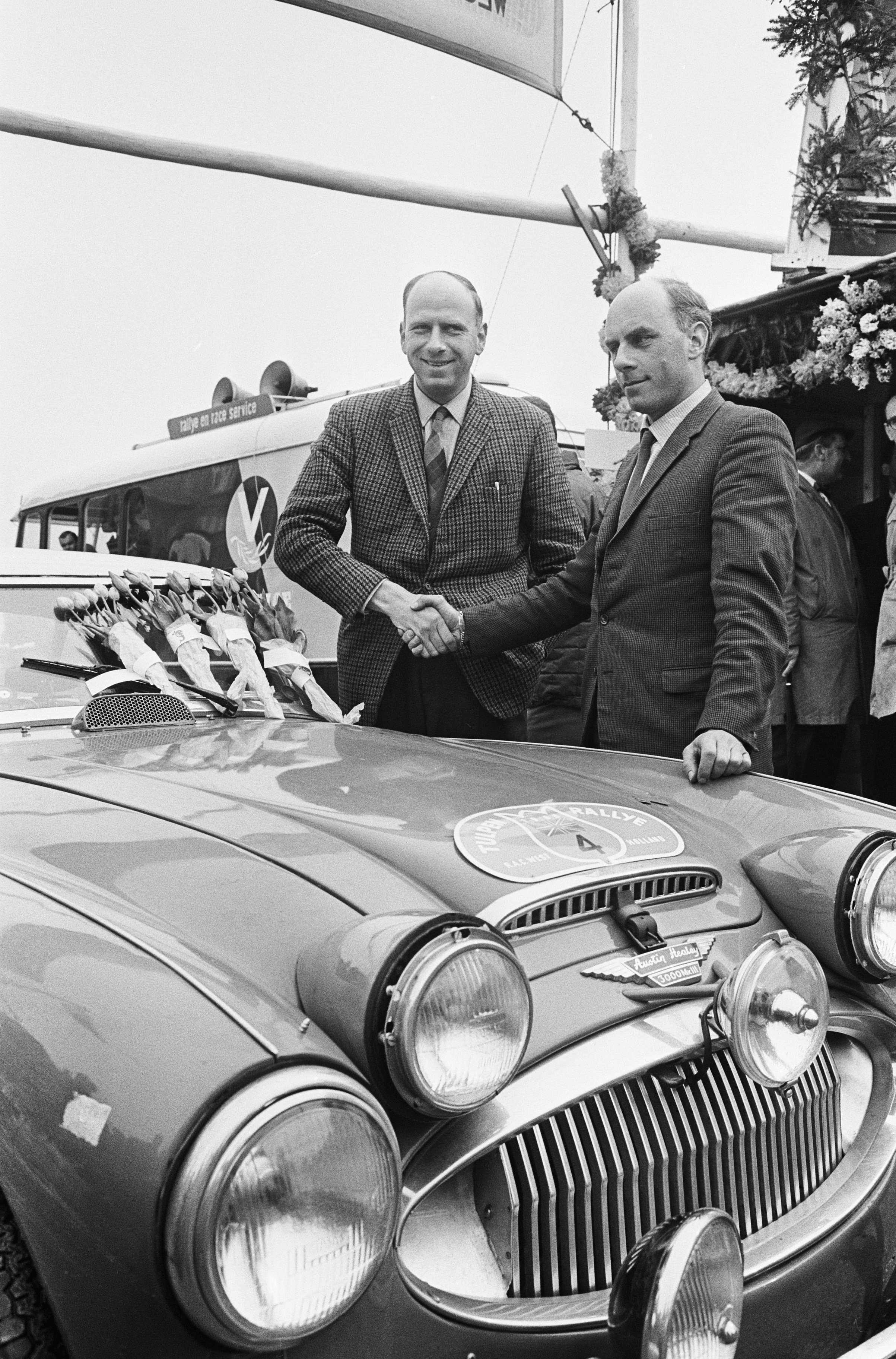
Don (z lewej) i Erle Morley podczas rajdu zajęli ósmą lokatę

Rajd Tulipanów 1965 (17. Internationale Tulpenrallye) – 17 edycja rajdu samochodowego Rajd Tulipanów rozgrywanego w Holandii. Rozgrywany był od 26 do 29 kwietnia 1965 roku. Była to piąta runda Rajdowych Mistrzostw Europy w roku 1965.

## Klasyfikacja rajdu
| Miejsce                      | Kierowca                     | Pilot                        | Samochód                     | Czas                         | Strata                       |                              |
| Klasyfikacja generalna i ERC | Klasyfikacja generalna i ERC | Klasyfikacja generalna i ERC | Klasyfikacja generalna i ERC | Klasyfikacja generalna i ERC | Klasyfikacja generalna i ERC | Klasyfikacja generalna i ERC |
| ---------------------------- | ---------------------------- | ---------------------------- | ---------------------------- | ---------------------------- | ---------------------------- | ---------------------------- |
| 1.                           | Rosemary Smith               | Valerie Domleo-Morley        | Hillman Imp                  |                              | 0.0                          |                              |
| 2.                           | Ian Lewis                    | David Pollard                | Hillman Imp                  |                              |                              |                              |
| 3.                           | Hans Lund                    | Björn Wahlgren               | Saab 96 Sport                |                              |                              |                              |
| 4.                           | Olle Dahl                    | Lars-Erik Haag               | Saab 96 Sport                |                              |                              |                              |
| 5.                           | Jean-Jacques Thuner          | John Gretener                | Triumph 2000                 |                              |                              |                              |
| 6.                           | Timo Mäkinen                 | Paul Easter                  | Morris Mini Cooper S         |                              |                              |                              |
| 7.                           | Jules Meur                   | Norbert Rebetez              | Porsche 356 Carrera          |                              |                              |                              |
| 8.                           | Donald Jude Morley           | Godfrey Erle Morley          | Austin-Healey 3000 MK3       |                              |                              |                              |
| 9.                           | Sobiesław Zasada             | Kazimierz Osiński            | Steyr Puch 650 TR            |                              |                              |                              |
| 10.                          | Giorgio Pianta               | Roberto della Morte          | Lancia Flavia Coupé          |                              |                              |                              |